# Antonia Brunet de Annat
Antonia Brunet de Annat, nacida como Antoinette Brunet (Francia siglo XVIII - Argentina, siglo XIX), fue una artista francesa radicada en Argentina. Se dedicó al retrato, la miniatura y posteriormente al daguerrotipo. Se la considera la primera fotógrafa de Argentina.

## Inicios en Europa
Hija menor del pintor y maestro de pintura Jean-Manuel Brunet, Antonia nació en Francia. Aunque no hay mucha información sobre la vida de la artista, que en 1810 residía en París y expuso en el Salón de ese año, existen miniaturas firmadas por Antoinette Brunet en museos y colecciones de Europa como el Museo Nacional de Estocolmo o el Museo del Prado en Madrid, que guarda una miniatura fechada en 1819 con un retrato masculino.

## Obra en Argentina
Ya en Argentina, adonde llegó con su padre, contrajo matrimonio en 1825 con el dorador y fabricante de espejos Claudio Annat radicándose en la ciudad de Buenos Aires. La pareja compartía un taller en el mismo edificio que el miniaturista Jean-Philippe Goulu y otros 10 colegas. Antonia se especializó en el retrato y la miniatura sobre papel y marfil. Muchos de sus clientes eran renombrados miembros de la vida política, militar y clerical porteña. 
Anunciaba su taller en publicaciones locales donde destacaba su formación parisina indicando que era discípula de los primeros maestros de París. En 1826, también empezó a dar clases de pintura para jóvenes en su residencia por la noche. La artista mantuvo una amistad con otra importante miniaturista de la época, Andrea Bacle.
El uso de la miniatura, que era usada para recordar a los seres queridos, decayó con la llegada del daguerrotipo, y entre 1854 y 1862 Antonia incorpora esta técnica a su labor de retratista. Por esto, se la considera la primera daguerrotipista mujer y por lo tanto la primera fotógrafa mujer de Argentina. 